# Shepetivka
Shepetivka (em ucraniano:   Шепетівка; em russo:   Шепето́вка; em polonês/polaco:   Szepetówka) é uma cidade da Ucrânia, situada no Oblast de  Khmelnytski. Tem 40 km² de área e sua população em 2020 foi estimada em 41.189 habitantes.